# Здравко Чолаков
Здравко Георгиев Чолаков е български литературен историк и критик. Професор по история на българската литература към Катедрата по българска литература при ФСлФ в Софийския университет „Св. Климент Охридски“.

## Биография
Роден е на 22 септември 1941 г. в Казанлък. Завършва гимназия в Казанлък и българска филология в Софийския университет (1966).
Асистент (1972-1984), доцент (от 1984) и професор (от 1992) в СУ.
Работи като редактор в редица периодични издания. За пръв път печата през 1963 г.
Защитава дисертация за научната степен кандидат на филологическите науки (днес – доктор) на тема „Наблюдения върху поетиката на българската антифашистка поезия“ (1977) и докторска дисертация на тема „Душата на художника: проблемът за творческата личност – човека на изкуството – в българската поезия и проза след Освобождението до наши дни“ (1991).
Неговите изследвания са предимно в областта на съвременната българска литература. Трудове на проф. Здравко Чолаков са преведени на полски, руски и др. езици.
Умира на 12 март 2014 г.